# Lekkoatletyka na Letniej Uniwersjadzie 1970 - bieg na 400 m przez płotki mężczyzn
Bieg na 400 metrów przez płotki mężczyzn – jedna z konkurencji rozegrana podczas zawodów lekkoatletycznych letniej uniwersjady w Turynie. Areną zmagań szybkobiegaczy był stadion miejski. W konkursie nie brał udziału żaden reprezentant Polski. 

## Rekordy
| Rekord świata      | David Hemery | 48,1 | 1968, Meksyk |
| Rekord uniwersjady | Ron Whitney  | 49,8 | 1967, Tokio  |

## Przebieg zawodów

### Półfinały
Do rywalizacji przystąpiło 20 zawodników z 15 krajów. Podzielono ich na trzy grupy. Do finału bezpośrednio awansowało dwóch pierwszych zawodników z każdego z biegów półfinałowych oraz dwóch z najlepszymi czasami.

#### Bieg I
| Pozycja | Zawodnik          | Rezultat |
| ------- | ----------------- | -------- |
| 1.      | Werner Reibert    | 51,6     |
| 2.      | Stawros Dziordzis | 51,7     |
| 3.      | Hiwoslav Kodais   | 52,3     |
| 4.      | Carlos Martinez   | 53,1     |
| 5.      | Jaquin Paralta    | 53,9     |
| 6.      | George Neeland    | 57,7     |

#### Bieg II
| Pozycja | Zawodnik            | Rezultat |
| ------- | ------------------- | -------- |
| 1.      | Marco Scatena       | 51,0     |
| 2.      | Dmitrij Stukałow    | 51,4     |
| 3.      | Francisco Suarez    | 51,6     |
| 4.      | Robert Roberts      | 52,2     |
| 5.      | George Birbilis     | 52,8     |
| 6.      | Antonio Matos       | 54,7     |
| 7.      | Abdellatif Trabeisi | 55,8     |

#### Bieg III
| Pozycja | Zawodnik         | Rezultat |
| ------- | ---------------- | -------- |
| 1.      | Larry James      | 51,1     |
| 2.      | Dieter Buttner   | 51,3     |
| 3.      | Juan García      | 52,1     |
| 4.      | Hohn Dillon      | 52,3     |
| 5.      | Robert Kropiunik | 53,0     |
| 6.      | Akinci Cangh     | 53,6     |
| 7.      | Brian Donnelly   | 57,4     |

## Finał
| Pozycja | Zawodnik          | Rezultat |
| ------- | ----------------- | -------- |
|         | Larry James       | 50,2     |
|         | Werner Reibert    | 50,4     |
|         | Dmitrij Stukałow  | 50,7     |
| 4.      | Marco Scatena     | 50,8     |
| 5.      | Francisco Suarez  | 51,4     |
| 6.      | Dieter Buttner    | 51,6     |
| 7.      | Stawros Dziordzis | 51,6     |
| 8.      | Carlos Martinez   | 51,7     |